# Liste der Baudenkmale in Lüneburg – An der Münze
In der Liste der Baudenkmale in Lüneburg – An der Münze sind Baudenkmale in der Straße An der Münze in der niedersächsischen Stadt Lüneburg aufgelistet. Die Quelle der IDs und der Beschreibungen ist der Denkmalatlas Niedersachsen. Der Stand der Liste ist der 23. Dezember 2021.

## Allgemein
In den Spalten befinden sich folgende Informationen:
- Lage: die Adresse des Baudenkmales und die geographischen Koordinaten. Kartenansicht, um Koordinaten zu setzen. In der Kartenansicht sind Baudenkmale ohne Koordinaten mit einem roten Marker dargestellt und können in der Karte gesetzt werden. Baudenkmale ohne Bild sind mit einem blauen Marker gekennzeichnet, Baudenkmale mit Bild mit einem grünen Marker.
- Bezeichnung: Bezeichnung des Baudenkmales
- Beschreibung: die Beschreibung des Baudenkmales. Unter § 3 Abs. 2 NDSchG werden Einzeldenkmale und unter § 3 Abs. 3 NDSchG Gruppen baulicher Anlagen und deren Bestandteile ausgewiesen.
- ID: die Objekt-ID des Baudenkmales
- Bild: ein Bild des Baudenkmales, ggf. zusätzlich mit einem Link zu weiteren Fotos des Baudenkmals im Medienarchiv Wikimedia Commons. Wenn man auf das Kamerasymbol klickt, können Fotos zu Baudenkmalen aus dieser Liste hochgeladen werden:

## Baudenkmale
| Lage                                           | Bezeichnung         | Beschreibung                                                                               | ID       | Bild           |
| ---------------------------------------------- | ------------------- | ------------------------------------------------------------------------------------------ | -------- | -------------- |
| An der Münze 1 53° 15′ 0″ N, 10° 24′ 26″ O     | Wohnhaus            |                                                                                            | 30674788 |                |
| An der Münze 2 53° 14′ 59″ N, 10° 24′ 26″ O    | Seitenflügel        |                                                                                            | 30674763 |                |
| An der Münze 3 53° 14′ 59″ N, 10° 24′ 25″ O    | Wohnhaus            |                                                                                            | 30674740 |                |
| An der Münze 7 53° 14′ 58″ N, 10° 24′ 24″ O    | Wohnhaus            |                                                                                            | 30650442 |                |
| An der Münze 7a 53° 14′ 57″ N, 10° 24′ 24″ O   | Flügelbau           |                                                                                            | 30650467 |                |
| An der Münze 8 53° 14′ 57″ N, 10° 24′ 25″ O    | Wohn-/Geschäftshaus |                                                                                            | 30674335 |                |
| An der Münze 8a/b 53° 14′ 58″ N, 10° 24′ 25″ O | Wohn-/Geschäftshaus | Zum Haus gehören ein Hofgebäude mit der ID 30643884 und ein Hofgebäude mit der ID 30649010 | 30674286 | Weitere Bilder |
| An der Münze 9 53° 14′ 58″ N, 10° 24′ 26″ O    | Wohnhaus            |                                                                                            | 30674704 |                |
| An der Münze 12 53° 14′ 59″ N, 10° 24′ 26″ O   | Wohnhaus            |                                                                                            | 30674646 |                |
| An der Münze 13 53° 14′ 59″ N, 10° 24′ 26″ O   | Wohnhaus            |                                                                                            | 30674622 | BW             |
| An der Münze 14 53° 14′ 59″ N, 10° 24′ 27″ O   | Wohnhaus            |                                                                                            | 30674598 |                |
| An der Münze 15 53° 14′ 59″ N, 10° 24′ 27″ O   | Stadtsparkasse      |                                                                                            | 30674578 |                |